# フジテレビ系列日曜夜11時台枠のアニメ
本項ではフジテレビ系列で毎週日曜23時15分 - 23時45分枠（日本時間(JST)、一部系列局を除く）にて放送されている全日帯アニメ枠に関して取り上げる。
放送期間・放送時間はフジテレビ（制作局、関東地区）のもの。

## 概要
2021年から2024年までは『鬼滅の刃』が編成されていた期間中はこの時間帯はアニメ枠となる。フジテレビは当枠を臨時特別編成として扱っていたため基本的に『鬼滅の刃』以外の作品は放送実績がなかった。
2025年4月6日より日曜 9:30 - 10:00に放送されていた『ONE PIECE』が当枠に移動することとなり、正式にフジテレビ系列の深夜アニメのレギュラー放送枠となった。
2024年10月期から金曜23時台に全国ネットのアニメ枠が新設されるまでは、フジテレビ系列の19時台〜23時台としては唯一のアニメ枠となっていた。

## 作品リスト
- 鬼滅の刃
立志編はTOKYO MXほか各局でUHFアニメとして放送され、その後フジテレビ系列では5つに分けた特別編集版として土曜プレミアムや特別枠で放送。
  - 無限列車編（2021年10月10日 - 11月28日）[注 3][2]

これのみ劇場版（『劇場版 鬼滅の刃 無限列車編』）をテレビシリーズ向けに再構成したもの。
  - 遊郭編（2021年12月5日 - 2022年2月13日）[注 4][3]
  - 刀鍛冶の里編（2023年4月9日 - 6月18日）[注 4][4]
  - 柱稽古編（2024年5月12日 - 6月30日）[注 4][5]
- ONE PIECE（2025年4月6日 - ）
  - 日曜 9:30 - 10:00枠から移動[1]。